# Tony Neelankavil
Tony Neelankavil (ur. 23 lipca 1967 w Valappad) – indyjski biskup syromalabarskiego Kościoła katolickiego, biskup pomocniczy archieparchii Trichur od 2017.

## Życiorys
Święcenia kapłańskie przyjął 27 grudnia 1993. W 1997 rozpoczął studia teologii dogmatycznej na Katolickim Uniwersytecie w Lowanium uwieńczone doktoratem w 2002. Po powrocie do kraju był m.in. profesorem w Wyższym Seminarium Duchownym Marymatha w Triśur, a od marca 2017 jego rektorem.

### Episkopat
1 września 2017 otrzymał nominację na biskupa pomocniczego archieparchii Trichur ze stolicą tytularną Masuccaba. Sakrę przyjął 18 listopada 2017 z rąk arcybiskupa Andrews Thazhatha.